# Норт-Вайлдвуд (Нью-Джерсі)
Норт-Вайлдвуд (англ. North Wildwood) — місто (англ. city) в США, в окрузі Кейп-Мей штату Нью-Джерсі. Населення — 3621 особа (2020).

## Географія
Норт-Вайлдвуд розташований за координатами 39°0′16″ пн. ш. 74°47′58″ зх. д. / 39.00444° пн. ш. 74.79944° зх. д. (39.004328, -74.799458).  За даними Бюро перепису населення США в 2010 році місто мало площу 5,53 км², з яких 4,54 км² — суходіл та 0,99 км² — водойми. В 2017 році площа становила 6,46 км², з яких 4,46 км² — суходіл та 2,01 км² — водойми.

### Клімат
| Клімат : Норт-Вайлдвуд  | Клімат : Норт-Вайлдвуд | Клімат : Норт-Вайлдвуд | Клімат : Норт-Вайлдвуд | Клімат : Норт-Вайлдвуд | Клімат : Норт-Вайлдвуд | Клімат : Норт-Вайлдвуд | Клімат : Норт-Вайлдвуд | Клімат : Норт-Вайлдвуд | Клімат : Норт-Вайлдвуд | Клімат : Норт-Вайлдвуд | Клімат : Норт-Вайлдвуд | Клімат : Норт-Вайлдвуд | Клімат : Норт-Вайлдвуд |
| Показник                | Січ.                   | Лют.                   | Бер.                   | Квіт.                  | Трав.                  | Черв.                  | Лип.                   | Серп.                  | Вер.                   | Жовт.                  | Лист.                  | Груд.                  | Рік                    |
| Середній максимум, °C   | 5,6                    | 6,6                    | 10,3                   | 15,3                   | 20,5                   | 25,6                   | 28,4                   | 27,7                   | 24,6                   | 19,0                   | 13,4                   | 8,2                    | 17,2                   |
| Середня температура, °C | 1,6                    | 2,6                    | 6,1                    | 11,2                   | 16,3                   | 21,6                   | 24,4                   | 23,8                   | 20,4                   | 14,6                   | 9,2                    | 4,1                    | 13,1                   |
| Середній мінімум, °C    | −2,4                   | −1,4                   | 1,9                    | 7,1                    | 12,1                   | 17,5                   | 20,5                   | 19,9                   | 16,3                   | 10,1                   | 5,1                    | 0,1                    | 8,9                    |
| Норма опадів, мм        | 85                     | 72                     | 106                    | 92                     | 91                     | 81                     | 97                     | 105                    | 85                     | 91                     | 83                     | 92                     | 1081                   |
| Вологість повітря, %    | 66.6                   | 65.7                   | 63.6                   | 62.5                   | 66.9                   | 71.2                   | 70.2                   | 73.1                   | 70.0                   | 68.8                   | 68.0                   | 67.1                   | 67.8                   |
| ----------------------- | ---------------------- | ---------------------- | ---------------------- | ---------------------- | ---------------------- | ---------------------- | ---------------------- | ---------------------- | ---------------------- | ---------------------- | ---------------------- | ---------------------- | ---------------------- |
| Джерело: PRISM          |                        |                        |                        |                        |                        |                        |                        |                        |                        |                        |                        |                        |                        |

## Демографія
Згідно з переписом 2010 року, у місті мешкала 4041 особа в 2047 домогосподарствах у складі 1084 родин. Було 8840 помешкань
Расовий склад населення:
| - 95,0 % — білих - 1,1 % — чорних або афроамериканців - 0,3 % — корінних американців - 0,3 % — азіатів - 1,3 % — осіб інших рас |

До двох чи більше рас належало 2,0 %. Частка іспаномовних становила 4,0 % від усіх жителів.
За віковим діапазоном населення розподілялося таким чином: 13,2 % — особи молодші 18 років, 56,2 % — особи у віці 18—64 років, 30,6 % — особи у віці 65 років та старші. Медіана віку мешканця становила 54,9 року. На 100 осіб жіночої статі у місті припадало 93,8 чоловіків;  на 100 жінок у віці від 18 років та старших — 92,5 чоловіків також старших 18 років.
Середній дохід на одне домашнє господарство  становив 59 071 долар США (медіана — 43 941), а середній дохід на одну сім'ю — 76 516 доларів (медіана — 54 023). Медіана доходів становила 42 674 долари для чоловіків та 41 506 доларів для жінок. За межею бідності перебувало 9,5 % осіб, у тому числі 19,4 % дітей у віці до 18 років та 11,4 % осіб у віці 65 років та старших.
Цивільне працевлаштоване населення становило 1633 особи. Основні галузі зайнятості: освіта, охорона здоров'я та соціальна допомога — 24,6 %, роздрібна торгівля — 14,2 %, мистецтво, розваги та відпочинок — 13,2 %.